# Pseudopsallus greggii
Pseudopsallus greggii är en insektsart som beskrevs av Schwartz 2005. Pseudopsallus greggii ingår i släktet Pseudopsallus och familjen ängsskinnbaggar. Inga underarter finns listade i Catalogue of Life.